# 日拓グループ
日拓グループ（にったくグループ、英: NITTAKU GROUP）は、東京都を中心に不動産開発（所有・賃貸・管理）、貸ビル業、パチンコ店（パチスロ専業店を含む）・ゲームセンターを展開する日本の企業。
レジャーアミューズメント部門のパチンコホール「エスパス日拓」・パチスロ「スロットクラブ日拓」・ゲームセンター「GAME エスパス日拓」の運営などを手がける。かつて1973年の1年間のみ、プロ野球球団「日拓ホームフライヤーズ」（現北海道日本ハムファイターズ）を所有していた。
大阪府豊中市で不動産業を営む日拓ホーム（1975年創業）、長野市で住宅リフォーム業を営む日拓（1988年創業）とは一切関係ない。

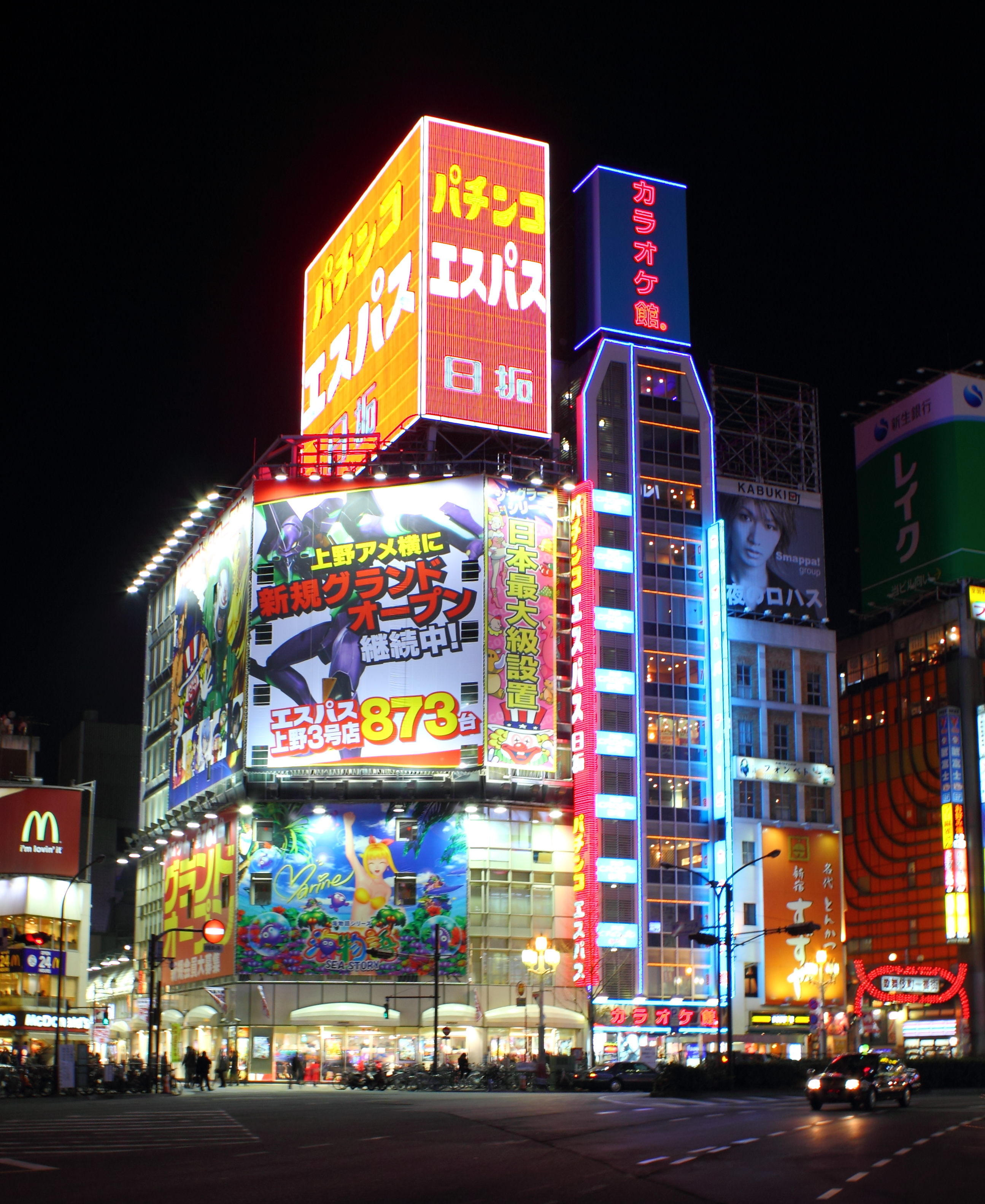
エスパス新宿歌舞伎店

## 概要
日拓ホーム株式会社は、不動産開発企業「日拓観光」として1965年設立。当時の不動産業界では中堅クラスで、一般的には認知度が低かったが、1973年に東映が所有していたプロ野球・東映フライヤーズ（現・北海道日本ハムファイターズ）を突如買収してマスメディアで「日拓ホーム」の企業名が報道され広く世間に知られることになる。1973年後期シーズンに7種類のユニフォームを製作して選手が日替わりで着用する試みを行い話題を集めたが、球団買収からわずか10ヵ月後に日本ハムに球団を売却した。
社会人野球の企業チームを保有し、鶴岡（山本）泰・大室勝美らが輩出したが、プロ野球進出時に、プロ野球チームの親会社が社会人野球チームを保有できない野球協約の関係で解散した。うち大室ら5人は買収直前にドラフト外で入団しているが、このことが球団購入と関係あるかは不明。
1976年からパチンコホール事業に進出。以後首都圏を中心に大規模大型店の出店を続け、バブル崩壊後の銀行の支店統廃合で一等地の空き物件が多く出た1990年代に大都市の一等地へも積極的に出店、事業規模を拡大させた。
2009年12月期のグループ総売上高は約1671億円。

## 沿革
- 1965年 - 不動産開発企業「日拓観光」として渋谷区南平台町に創業。
- 1973年
  - 社名を「日拓ホーム」に変更。新宿区高田馬場に本店移転
  - 1月 - 東映からプロ野球球団買収。日拓ホームフライヤーズ（通称日拓ホーム、日拓）としてプロ野球に参入。
  - 11月 - 球団を日本ハムに売却。
- 1976年 - パチンコ・ホール運営事業へ進出。
- 1997年 - パチスロ・スロット専門独立店舗出店。
- 2004年 - ゲームセンター独立店舗出店（パチンコホールからの転換店舗）。
- 2012年 - 新宿区高田馬場から渋谷区南平台町に本店移転。

## グループ会社

### 商業不動産開発・店舗開発・貸ビル事業
- 日拓ホーム株式会社
- 日拓不動産株式会社
- 日拓リアルエステート株式会社

### エンターテインメント事業
- 日拓プロパティ株式会社
- 日拓トラスト株式会社
- 日拓キャピタル株式会社

### ビル管理事業
- 日拓ビル株式会社

### 金融事業
- 日拓グループ株式会社

### 経営指導・管理事業
- 日拓グループ・ホールディングス株式会社